# Atypha pulmonaris
Atypha pulmonaris là một loài bướm đêm trong họ Noctuidae.